# Escudo de Santo Tomé de Zabarcos

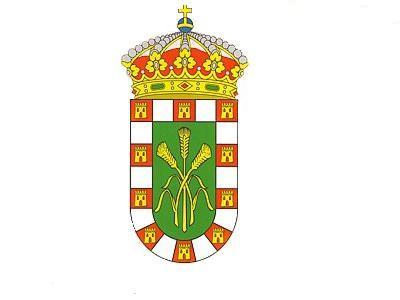
Escudo de Santo tomé de Zabarcos.

El escudo de Santo Tomé de Zabarcos es uno de los símbolos más importante de Santo Tomé de Zabarcos (Provincia de Ávila, España). Escudo de tipo español, también llamado portugués o flamenco, es decir con el borde inferior redondeado en forma semicircular, de aproximadamente cinco partes de anchura por siete de altura. Todo el perímetro está circundado por cuadros alternos en gules y blanco, con un castillo en oro sobre los primeros y vacíos los segundos, veintiuno en total, cinco en la parte superior, cuatro en cada uno de los laterales y otros siete conformando el arco inferior; en el centro tres espigas en oro cruzadas sobre fondo sinople.
El escudo de Santo Tomé de Zabarcos debería figurar en:
- Las placas de las fachadas de todos los edificios dependientes del Ayuntamiento de Santo Tomé de Zabarcos.
- Los títulos acreditativos de condecoraciones.
- Las publicaciones oficiales.
- Los documentos impresos, sellos y membretes de uso oficial del Ayuntamiento de Santo Tomé.
- Los distintivos utilizados por las autoridades del Ayuntamiento de Santo Tomé.
- Los edificios públicos y los objetos de uso oficial en los que por su carácter representativo deban figurar los símbolos del Ayuntamiento de Santo Tomé.

## Escudos de los apellidos Santo Tome y Zabarcos
Los escudos de los apellidos correspondientes al nombre del pueblo, "Santotome" y "Zabarcos", apellidos que posiblemente pertenecieran a los habitantes y/o terratenientes que dieran nombre al municipio,  son los siguientes:
- Santo Tomé, bandado de oro y plata.
- Zabarcos, cortado, siendo la primera parte en campo de gules tres estacas de oro y la segunda en campo de plata dos lobos de sable puestos en palo.